# Xena: Warrior Princess - Death in Chains
Xena: Warrior Princess - Death in Chains is een computerspel voor het platform Microsoft Windows. Het spel werd uitgebracht in 1999. 